# Kazbek
Kazbek eller Kazbegi er en sovende stratovulkan og et af de største bjerge i Kaukasus, beliggende på den russisk-georgiske grænse - i Ruslands Nordossetien-region og Georgiens Kazbegi-distrikt.
Kazbek er en af 10 højeste tinder i Rusland og den tredje-højeste top i Georgien (efter Shkhara og Janga ) og den syvende-højeste top i Kaukasus-bjergene. Kazbegi er også den næsthøjeste vulkanske top i Kaukasus, efter Elbrus. Toppen ligger direkte vest for byen Stepantsminda og er det mest fremtrædende geografiske træk i området. Kazbek er et russisk navn. Det blev opkaldt Kazbek af russere efter den lokale ossetiske prins. Navnet på georgisk, Mqinvartsveri, oversættes til " Gletschertop " eller "Frysende kold top".  Vainakh- navnet Bashlam oversættes som "Smeltende bjerg".

## Beliggenhed
Kazbek ligger på Khokh-bjergkæden, en bjergkæde, der løber nord for Store Kaukasus, og som er gennemboret af kløfterne i Ardon og Terek. Ved dens østlige fod løber Georgiske militærvej gennem Darialkløften. Selve bjerget ligger langs kanten af Borjomi-Kazbegi-forkastningen (som er en nordlig underende af den nordanatolske forkastning). Regionen er meget aktiv tektonisk, med adskillige små jordskælv, der forekommer med jævne mellemrum. Et aktivt geotermisk/varmt kildesystem omgiver også bjerget. Kazbek er en potentielt aktiv vulkan, bygget op af trachyte og beklædt med lava, og har form som en dobbeltkegle, hvis base ligger i en højde af 1.770 moh. Kazbek er den højeste af vulkankeglerne i den vulkanske gruppe Kazbegi, som også omfatter bjerget Khabarjina der er 3.142 moh.

## Myter
Mount Kazbegi forbindes i georgisk folklore med Amirani, den georgiske version af Prometheus, som blev lænket på bjerget som straf for at have stjålet ild fra guderne og givet den til de dødelige. Stedet for hans lænkning blev senere stedet for en ortodoks eremitage beliggende i en hule kaldet "Betlemi" (Bethlehem) på cirka 4.000 meter niveau. Ifølge legender rummede denne hule mange hellige relikvier, inklusive Abrahams telt og krybben til spædbarnet Jesus.

## Bestigning
Toppen blev første gang besteget i 1868 af DW Freshfield, AW Moore og C. Tucker fra den engelske Alpine Club, med guiden François Devouassoud . De blev fulgt af den kvindelige russiske alpinist Maria Preobrazhenskaya, som besteg bjerget ni gange fra 1900.

## Kazbegi naturreservat
Området omkring Mount Kazbegi blev udpeget som et naturreservat af den sovjetiske regering i 1979 og omfatter bøgeskove, subalpine skove og alpin tundra. Mange af planterne og dyrene i reservatet er endemiske for Kaukasus-regionen.

## Billedgalleri
- Postkort fra 1800-tallet af den Georgian Military Road nær Kazbegi
- Kazbek set fra Gergeti Trinity Church
- Kazbegi, august 2019
- Gergeti gletjer